# Genuchus ruficornis
Genuchus ruficornis är en skalbaggsart som beskrevs av Thierry Bourgoin 1921. Genuchus ruficornis ingår i släktet Genuchus och familjen Cetoniidae. Inga underarter finns listade i Catalogue of Life.